# Mammendorf
Mammendorf este o comună din landul Bavaria, Germania.